# 吴骏
吴骏（1966年6月—），男，江苏苏州人，中华人民共和国外交官，曾任中华人民共和国驻胡志明市总领事。

## 生平
1989年，进入中华人民共和国外交部工作，先后在外交部亚洲司、驻泰国大使馆任职，后任驻泰国大使馆参赞。2007年，挂职贵州省清镇市副市长。2008年，任国务院台湾事务办公室研究局副局长。2010年，任博鳌亚洲论坛秘书处执行总监。2015年7月，出任中华人民共和国驻槟城总领事。2018年6月，出任中华人民共和国驻胡志明市总领事。2022年3月，自驻胡志明市总领事离任。后任外交部亚洲司副司级参赞。